# Georg Lunge

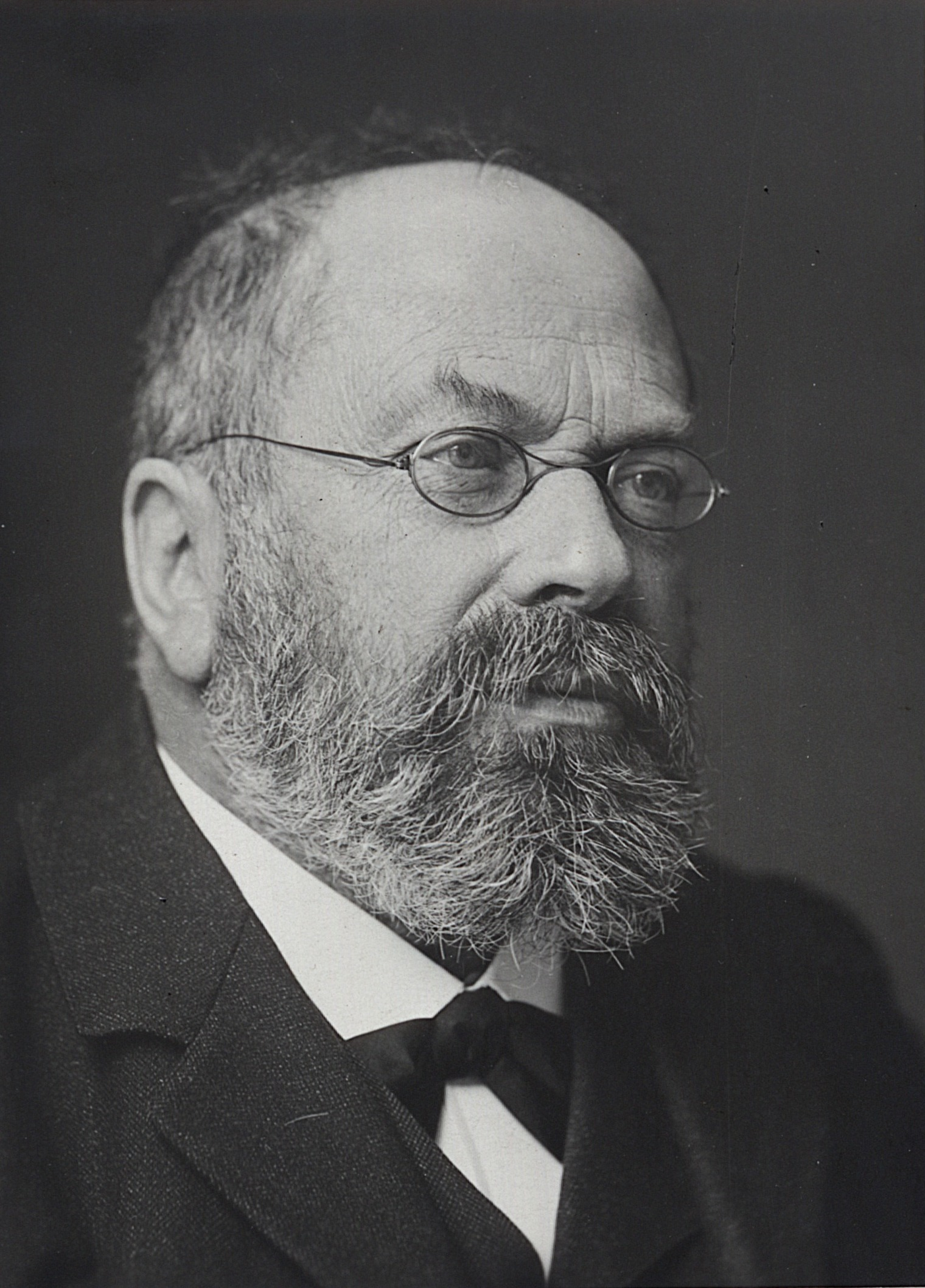
Georg Lunge

Georg Lunge, född 15 september 1839 i Breslau, död 3 januari 1923 i Zürich, var en tysk kemist.
Lunge studerade 1856–1859 i Breslau och i Heidelberg, blev filosofie doktor 1859, var till 1876 verksam som teknisk kemist  i Schlesien och England och var 1876–1907 professor i teknisk kemi vid Polytechnikum i Zürich. 
Lunge ansågs vara en av sin tids främsta representanter för den tekniska kemin. Bland hans större litterära arbeten kan särskilt nämnas en monografi över stenkolstjärans och ammoniakens industri (fjärde upplagan i två band 1900), hans Handbuch der Sodaindustrie (andra upplagan i tre band 1893–1896) samt hans handbok Chemisch-technische Untersuchungsmethoden (sjätte upplagan i fyra band 1909 ff.). Han angav nya metoder även inom den tekniska gasanalysen och konstruerade många apparater, bland vilka hans nitrometer torde vara mest bekant och använd.